# Octavian Cuciuc
Octavian Cuciuc (ur. 13 września 1977) – mołdawski, a potem australijski zapaśnik walczący w stylu wolnym. Olimpijczyk z Sydney 2000, gdzie zajął dwunaste miejsce w wadze piórkowej.
Zajął piąte miejsce na mistrzostwach świata w 1999. Czwarty na mistrzostwach Europy w 1999. Trzeci na MŚ juniorów w 1997 i na ME juniorów w 1995 i 1997 roku. 

## Letnie Igrzyska Olimpijskie 2000
| Konkurencja | Eliminacje          | Eliminacje              | Eliminacje                 | Klas. końcowa |
| Konkurencja | Przeciwnik I        | Przeciwnik II           | Przeciwnik III             | Miejsce       |
| ----------- | ------------------- | ----------------------- | -------------------------- | ------------- |
| -58 kg      | Harun Doğan (TUR) P | Murad Ramazanow (RUS) Z | Damir Zachartdinow (UZB) P | 12.           |